# Odontolabis lowei
Espèce
Odontolabis lowei est une espèce de coléoptères de la famille des Lucanidae, de la sous-famille des Lucaninae, du genre Odontolabis.

## Description
Il mesure entre 50 et 55 millimètres de long.

## Répartition
Il vit à Bornéo, Sumatra et Java.